# 7149 Bernie
A 7149 Bernie (ideiglenes jelöléssel 3220 T-3) a Naprendszer kisbolygóövében található aszteroida. Cornelis Johannes van Houten,  Ingrid van Houten-Groeneveld,  Tom Gehrels fedezte fel 1977. október 16-án.